# 김규호 (강원도의원)
김규호(金圭鎬, 1962년 8월 25일 ~ )는 대한민국의 정치인이다. 제10대 강원도의원을 지냈다.

## 학력
- 강원대학교 일반대학원 사학과 졸업(문학 박사)

## 경력
- 강원대학교 사학과 겸임교수
- 양구선사박물관장
- 2018.07 ~ 2022.06: 제10대 강원도의회 의원

## 역대 선거 결과
|  | 11.77% |

|  | 47.23% |

|  | 57.24% |

|  | 45.27% |

|  | 43.86% |